# Ugie
Ugie is een plaats in de Zuid-Afrikaanse provincie Oost-Kaap. Het ligt tegen de zuidelijke voet van de Drakensbergen, op 21km van Maclear. Het was oorspronkelijk een missiepost die door William Murray opgericht werd. Die verwees met de naam naar de Ugierivier in zijn geboorteland Schotland.
Ugie telt ongeveer 13.500 inwoners.
In de buurt zijn een aantal grote zagerijen.

## Subplaatsen
Het nationaal instituut voor de statistiek, Stats SA, deelt sinds de census 2011 deze hoofdplaats in in 8 zogenaamde subplaatsen (sub place), waarvan de grootste zijn:
Bhekela • Ugie SP.